# Outsider (álbum de Roger Taylor)
Outsider es el sexto álbum de estudio del músico Roger Taylor, baterista de la banda británica Queen, publicado el 1 de octubre de 2021. Una gira del mismo nombre comenzó el 2 de octubre de 2021. El álbum fue inspirado por el confinamiento por la pandemia de COVID-19.

## Promoción

### Gira
Para promocionar el álbum, Taylor anunció la gira de Outsider el 1 de junio de 2021 a través de la página oficial de la banda. La gira, la cual consta de 14 espectáculos, comenzó el 2 de octubre de 2021 en el O2 Academy, Newcastle y finalizará el 22 de octubre de 2021 en el Shepherd's Bush Empire, Londres.

## Lista de canciones
Todas las canciones compuestas por Roger Taylor, excepto donde está anotado. 

| Lista de canciones de Outsider |                                                      |          |  |
| N.º                            | Título                                               | Duración |  |
| 1.                             | «Tides»                                              | 3:39     |  |
| 2.                             | «I Know, I Know, I Know»                             | 3:51     |  |
| 3.                             | «More Kicks (Long Day's Journey into Night... Life)» | 4:56     |  |
| 4.                             | «Absolutely Anything»                                | 5:04     |  |
| 5.                             | «Gangsters Are Running This World»                   | 4:04     |  |
| 6.                             | «We're All Just Trying to Get By» (con KT Tunstall)  | 2:52     |  |
| 7.                             | «Gangsters Are Running This World» (Purple version)  | 2:37     |  |
| 8.                             | «Isolation»                                          | 3:24     |  |
| 9.                             | «The Clapping Song» (Lincoln Chase)                  | 2:55     |  |
| 10.                            | «Outsider»                                           | 3:41     |  |
| 11.                            | «Foreign Sand» (English mix)                         | 3:01     |  |
| 12.                            | «Journey's End»                                      | 6:58     |  |

## Posicionamiento
| Gráficas (2021)                         | Pico de posición |
| --------------------------------------- | ---------------- |
| Austria (Ö3 Austria Top 40)             | 46               |
| Alemania (GfK Entertainment)            | 24               |
| Bélgica (Flandes) (Ultratop)            | 165              |
| Bélgica (Valonia) (Ultratop)            | 98               |
| Irlanda (IRMA)                          | 81               |
| Países Bajos (MegaCharts Album Top 100) | 64               |
| Japón (Billboard Japan)                 | 70               |
| Japón (Billboard Japan Hot Albums)      | 70               |
| Japón (Oricon)                          | 59               |
| Escocia (Scottish Albums Chart)         | 3                |
| España (PROMUSICAE)                     | 90               |
| Suiza (Schweizer Hitparade)             | 30               |
| Reino Unido (UK Albums Chart)           | 3                |